# 警察真空理論
警察真空理論是一個社會學理論。該理論指出，當人民需要警察的時候，警察永遠不會出現在市民身邊保護大眾（例如人民遭到搶劫或被盜竊的時候），然而當市民希望警察不在場的時候，警察經常會出現在市民的身邊。造成警察真空的原因是因為犯人只會在警察不在場的時候犯案，因此預防犯罪的工作不能單靠警察，也需要民眾發揮自己的力量做好犯罪預防的工作。